# Centre météorologique national de Chine
Le Centre météorologique national de Chine (chinois simplifié : 中央气象台 ; chinois traditionnel : 中央氣象臺) est le centre national de prévisions météorologiques, d'études du changement climatique, de collecte et de diffusion d'informations météorologiques de l'Agence météorologique chinoise. Il est également désigné par l'Organisation météorologique mondiale (OMM) comme Centre météorologique régional spécialisé (CMRS) pour l'Asie en cas de rejet accidentel et de dispersion de substances radioactives. Le NMC est enfin aussi le hub régional de télécommunication des données météorologiques pour l'Asie.

## Histoire
Le Centre météorologique national (CMN), d'abord appelé Bureau météorologique central (BMC), a été créé le 1er mars 1950. En 2001, le Centre a absorbé le Centre climatique national pour couvrir les domaines supplémentaires de l'agrométéorologie, des applications de télédétection et de la météorologie environnementale. Le nouveau CMN abrite l'Observatoire météorologique central, le Centre climatique et le Centre d'information météorologique.
Le 17 mai 2017, l'OMM a désigné l'Administration météorologique chinoise comme l'un des Centres météorologiques mondiaux qui en a ensuite chargé le CMN le 16 janvier 2018. Les Centres mondiaux sont les points nodaux de opérationnels mondiaux de l'OMM, mandatés pour fournir des produits de haute qualité d'analyse et de prévision météorologiques numérique, ainsi que diriger les échanges internationaux et la formation sur les techniques de prévision météorologique.

## Mission
La mission du CMN est de développer des modèles de prévision météorologique, d'étudier les systèmes écologiques, de mener des projets de recherche scientifique, d'offrir au public ainsi qu'au gouvernement central et à l'industrie des informations pertinentes dans ces domaines. Il se consacre à l'amélioration de la précision des prévisions météorologiques ainsi qu'à la prévention et à la réduction des catastrophes naturelles. Il émet des prévisions quantitatives de précipitations sur 0 à 3 jours, des prévisions d'éléments pour les 4 à 7 jours suivants et des prévisions à longue portée sur 11 à 30 jours. Ces informations sont reprises par les centres régionaux de l'Agence météorologique chinoise pour faire leurs prévisions locales.
En plus d'être le centre national de coordination des prévisions météorologiques de la Chine, il est le Centre météorologique régional spécialisé de l'OMM pour l'Asie qui émet des bulletins pour la dispersion atmosphérique en cas de d'éruption volcanique, d'accident nucléaire de relâchement de produits chimiques, etc.,. Le CMN est aussi responsable des alertes pour les typhons, les événements météorologique violents comme les pluies abondantes, les tempêtes de sable, le brouillard épais, les vagues de froid ou les canicules, affectant le territoire et les mers adjacentes de la Chine continentale. Le NMC émet aussi des prévisions pour la « Nouvelle route de la soie » qui pourraient avoir un impact sur le Tibet et le Yunnan.

## Organisation
Le Centre compte différentes sections :
- Bureau de prévision météorologique d'intérêt public et marin ;
- Département des modèles de prévision numérique du temps ;
- Bureaux de prévisions météorologiques spécialisés pour l'agrométéorologie, la télédétection, la surveillance et les avertissements de phénomènes météorologiques violents, laboratoire de systèmes de prévision.